# Алкерслебен
Алкерслебен (њем. Alkersleben) општина је у њемачкој савезној држави Тирингија. Једно је од 44 општинска средишта округа Илм. Посједује регионалну шифру (AGS) 16070001.

## Географија
Место се налази на надморској висини од 290 метара. Површина општине износи 7,0 km².

## Становништво
У општини живи 334 становника. Просјечна густина становништва износи 48 становника/km².

## Међународна сарадња
| Мјесто | Држава    | Врста сарадње | Од    |
| ------ | --------- | ------------- | ----- |
|        | Француска | партнерство   | 1994. |
|        | Чешка     | пријатељство  | 1994. |
| Извор  |           |               |       |